# Katedra Wniebowzięcia Najświętszej Maryi Panny w San Francisco
Katedra Wniebowzięcia Najświętszej Maryi Panny w San Francisco, potoczna nazwa: Katedra Matki Bożej w San Francisco – siedziba arcybiskupa rzymskokatolickiej archidiecezji San Francisco i główna rzymskokatolicka świątynia w mieście. Została zbudowana w latach 1967-1971 w stylu modernistycznym według projektu dwóch architektów pochodzenia włoskiego: Pier Luigi Nervi i Pietro Belluschi. W 1987 w katedrze miała miejsce msza celebrowana przez papieża Jana Pawła II. Świątynia pełni rolę również kościoła parafialnego.